# Galadriel Stineman
Galadriel Stineman (Cincinnati, 20 oktober 1990) is een Amerikaanse actrice.

## Biografie
Stineman werd geboren in Cincinnati en groeide op in het noorden van Kentucky. Zij doorliep de high school aan de Newport Central Catholic High School in Newport (Kentucky). Zij studeerde af aan de Northern Kentucky University in Highland Heights (Kentucky). Tijdens haar studietijd kwam zij in aanraking met het acteren, en werd gecontracteerd door lokale agentschappen.
Stineman begon in 2009 met acteren in de film Fame, waarna zij nog meerdere rollen speelde in films en televisieseries. Zo speelde zij de rol van Cassidy Finch in de televisieserie The Middle, waar zij in 11 afleveringen speelde (2012-2014).

## Filmografie

### Films
- 2023 Night Train - als reclameactrice
- 2022 Murder, Anyone? - als Bridgette
- 2022 Hot Take: The Depp/Heard Trial - als Tess
- 2022 Plus One at an Amish Wedding - als dr. April Monroe
- 2020 From the Heart - als Kathy Yoder
- 2019 Blowing Up Right Now - als Beth
- 2018 The Art of Murder - als Casey Gillard
- 2017 Runaway Romance - als Sarah Miller
- 2017 A Moving Romance - als Lily
- 2015 The Party Is Over - als Sarah
- 2015 Man Up - als Madison
- 2012 The 4 to 9ers - als Beth
- 2012 Operation Cupcake - als Kim Carson
- 2012 Walking the Halls - als Emma
- 2011 Betrayed at 17 - als Brooke Brandeis
- 2010 Junkyard Dog - als Audra
- 2009 Ben 10: Alien Swarm - als Gwen Tennyson
- 2009 Fame - als danseres

### Televisieseries
Uitgezonderd eenmalige gastrollen.
- 2019 The Kids Are Alright - als Fiona - 2 afl.
- 2017 Law & Order True Crime - als Annie - 3 afl.
- 2012-2017 The Middle - als Cassidy Finch - 14 afl.
- 2013-2014 TMI Hollywood - als diverse karakters - 2 afl.
- 2011 True Blood - als Joyce Watney - 2 afl.

### Computerspellen
- 2015 Until Dawn - als Ashley

- International Standard Name Identifier: 0000 0003 5692 8644
- Library of Congress Control Number: no2011153377
- Virtual International Authority File: 187464625
- WorldCat: E39PBJdWPxgWmdbHjWtjH8D6rq